# 実は俺、最強でした?
『実は俺、最強でした？』（じつはおれ さいきょうでした）は、澄守彩による日本のライトノベル作品。「小説家になろう」にて2018年9月1日より連載されており、2019年5月31日からはKラノベブックス（講談社）より刊行されている。イラストは高橋愛。書籍化の際には大幅な加筆が行われている。
メディアミックスとして、Kラノベブックス版イラストレーターの高橋愛によるコミカライズが『水曜日のシリウス』（同社）にて約2ヶ月前の2019年4月3日より連載中。またテレビアニメ化もされ、2023年7月から10月まで放送された。
2022年9月時点で電子版を含めたシリーズ累計部数は約138万部を記録し、2024年4月時点でコミックス累計部数は320万部を突破している。

## あらすじ
中学生の頃の虐めが原因で引きこもりとなっていた主人公は女神に魔法レベル四桁にも及ぶチート魔力を与えられ、王子ラインハルト・オルテアスとして魔法のある世界に転生することとなった。しかし魔力を測定する水晶が二桁しか表示されないせいで最大魔法レベルが2、また属性を持たず結界魔法しか使えないため、王と王妃の判断で死産だったということにされ森の中へ捨てられてしまった。
森の中では自分を襲うフレイムフェンリルを結界魔法で倒し、かつて人間に倒された魔王の生まれ変わりと誤解された結果、フレイと名付け主従関係を結ぶことになった。その直後、捨てられたラインハルトを救うべく現れたゴルド・ゼンフィス辺境伯にフレイと共に拾われ、辺境伯の長男ハルト・ゼンフィスとして異世界を生きることとなった。
ゼンフィス家での生活の中でハルトは、誤認識のままの低い魔法レベルゆえに大した期待もされず、裏で結界魔法の応用と研究によって快適な引きこもりライフを満喫する。しかし妹であるシャルロッテが刺客に襲われたのを助けた際に、強大な力を持っていることを知られてしまう。兄が正義の味方だと思い込んだ彼女の夢を壊さないために、面倒くさがりながらも結界で作った黒い衣装で正体を隠して領内の悪人を退治する中、度々起こるシャルロッテの危機が自分の実母でもある王妃ギーゼロッテの陰謀であると知り、彼の活躍は国全体に及ぶようになる。
その数年後、王族たちの思惑によって嫌々ながらも学院に通うことになったハルトは周囲の人たちの勢いに押され、徐々に引きこもりライフとは遠い騒動に巻き込まれていく。

## 登場人物
声の項はテレビアニメ版の声優。
ハルト・ゼンフィス
声 - 村瀬歩
本作の主人公。
現実世界では、いじめが原因で中三の秋頃から5年間引きこもりをしているニートだったが、「ラインハルト・オルテアス」として異世界に転生する。しかし魔法レベルが低いと誤解されたことで森へ捨てられ、フレイと出会い配下にした後、ゴルドによってゼンフィス家に「ハルト・ゼンフィス」と名を変えて拾われることとなった。
本当の魔法レベルは1002だが、判断基準が水晶の数字しかないため02＝2としか分からず、自身のレベルが低いと勘違いしている。自分の実力が周囲からあまりに隔絶しているため、他人の強弱を判断するのが極めて苦手である。魔法属性を持たないためこの時代に普及している属性魔法は使えず無属性の結界魔法しか使えないが、結界魔法とは人間の歴史が始まる以前にこの世界を支配していた神や魔神が使っていた古代魔法と同一のものであり、人間の魔力では一時的な結界を張るのが精々だが、魔力が高ければ攻撃にも防御にも治療にも使える万能の魔法である。ハルトはその高い魔法レベルで本能的に結界魔法を使いこなしており、離れた2地点を簡単に行き来する扉を設置したり、気付かれないように結界に映像を映して監視を行ったり、元居た世界のインターネットに結界を接続してサブスク映像サービスを利用するといった非常識な現象をこともなげに引き起こしている。
ぐうたらな性格で基本的に前世と同様に引きこもりたいと考えている。普段は面倒くさがりで何に対してもやる気が起きないが、引きこもる環境を整えることと、シャルロッテを楽しませることについては非常に勤勉となる。本人によれば転生以降は性欲を感じないとのことで、親しい女性に対して家族愛や友情を感じることはあっても、それ以上の感情は示さない。引きこもる計画を考える際にゼンフィス家の迷惑になることは避けるなど、一定の良識は存在する。学院のことはイジメられた前世の影響で特に嫌っており、嫌々通うことになった後も退学処分を受ける為策を考えているが、全くうまくいっていない。
シャルロッテが盗賊に襲われた際、正体を隠している体で行動しているのに、シャルロッテが自分を呼んだ声でつい振り返って正体を晒してしまったりと、詰めが甘いことが多い。そのうえ魔法レベルに見合わない強力な魔法を使えているにもかかわらず、水晶の数字を信じ込んで「そういう転生特典だ」と解釈する、召喚魔法による罠を仕掛けようとしている召喚士に対し奇襲をかける訳でもなく堂々と話しかけて相手に攻撃する機会を与える、身体強化の魔法を使った際の雑な説明をゴルド達両親にした際それで納得してくれたと本気で思い込むなどうっかり者である。
前世での名前は不明。テレビアニメ版の字幕では「現実ハルト」と表記されている。また黒い仮面とマントの姿に変身している間は「シヴァ」と表記されているが、盗賊退治中のまだ名乗っていない時期から既に「シヴァ」と表記されている。
ハルトC（シー）
ハルトが自分の代わりに公務をさせるために結界で作ったコピー体。コミカライズ・アニメでは本物には一本しかないアホ毛が2本ある。当初はそっくりなのは外見だけで一切動かないハリボテだったが、試行錯誤の結果ハルト自身の記憶と性格をコピーすることで自律的に活動できるようになった。本体であるハルトと同様の性格をしているため引きこもりであり命令にも従わず、仕方なく本体であるハルトと交代で公務や通学を行うことになる。本体と違い魔力は一切持たないが、学院では護身のために本体ハルトによる防御用の結界で護られ、魔力が無くても一定回数発砲によって魔法を行使できる魔法銃を持たされている。
シヴァ
シャルロッテがハルトの正義の味方としての活動を見たいと言い出したため、ハルトが黒い仮面とマントを身につけた姿に変身した状態。この姿だと普段とは異なりヒーローらしい言動を行い、アニメ版では声にエフェクトがかけられている。
当初は特に名前を考えていなかったが、後にシャルロッテが命名した「シュヴァルツァ・クリーガー（ドイツ語で黒い戦士）」を略した「シヴァ」と名乗るようになる。外部には名前を知られていないため、「黒い戦士」と呼ばれている。
アニメでは具体的描写が避けられているが、原作やコミカライズでは口封じが必要な敵対者を殺害して始末する非情な面もある。特にシャルロッテに対して危害を加えようとした者へは激しい怒りの感情を表す。
ハルトCを助ける際にこの姿になる時もあるが、ハルト自身がその場にいる場面で登場する必要が生じた場合は、外見だけで中身が入っていないシヴァをハルトが外部から操作してごまかしている。
シャルロッテ・ゼンフィス
声 - 種﨑敦美
ハルトの3歳下にあたる妹。
ゴルトによって拾われて家族となったハルトに対しては、最初はどう接してよいか分からないことと、ハルトの膨大な魔力に本能で恐怖を感じ距離を取っていた。しかし、母親と一緒に祭りへ参加する道中で帝国兵に襲われた際にハルトに助けられ、懐くようになった。
ハルトが作り出した現実世界のネットワークへのアクセスを利用しアニメを見るようになるとのめり込み、ごく短時間で日本語を完全マスターしてアニメオタクと化す。
盗賊に襲われた際のナタリアとの会話によりハルトを正義の味方と思い込んでおり、そのままハルトに正義の味方としての活動を見たいと言い出したことが「シヴァ」を誕生させることとなる。また、ハルトが彼女の安全を確保するためにつけている監視結界を通じてハルトの側を無意識レベルで逆感知しており、ハルトの身になにか起きた場合は「面白そうなことが起きている予感」がする。
最大魔法レベルが閃光姫ギーゼロッテを上回る61であり、自分の地位を脅かすと危惧したギーゼロッテによって度々命を狙われている。生後3か月で誰に教わるわけでもなくいきなりファイアーボールを生み出し危険だったため、5歳ごろまでは魔力を封印されていた。
幼くして高度な魔法技術書を理解できる天才であり、ハルトの制作した魔道具を使用することで導き出した新理論をヴァイス・オウル（白い梟）名義で論文を魔法学会に送り付け、謎の天才魔法学者として学会を震撼させている。またその勉強にハルトも付き合った結果、ハルトの学力も知らず知らずのうちに上がっている。
フレイ
声 - 清水彩香
ハルトの従者であるフレイムフェンリルのメス。しかし作中では後述の事情から人間の姿でいる。この時の姿は獣耳と尻尾がついた赤髪の女性の姿。
森に捨てられたラインハルトを食べようと襲い掛かったが、ラインハルトの結界による攻撃で降参。凄まじい魔法量からハルトを魔王の子と誤解し、主君として仰ぐようになり、変身して人間の姿になる。ハルトに「黙れ」と言われれば本当に一日中一言も喋らなくなるほど忠誠心は強いが、ハルトの意図を勘違いしたり、直前の命令を忘れてすぐ敵を燃やそうとするなど、あまり頭は良くない。
「フレイ」という名はフレイムフェンリルという種族名を聞いてハルトが短縮しただけだが、かつての魔王も彼女をフレイと種族名を略して呼んでいたため、ハルトが魔王だと確信する理由の一つとなっている（しかし実際は全くの偶然で、転生した魔王は他に存在する）。
本来の狼の姿を見せたのは序盤の森の中での出会いぐらいで、その後は人間社会に溶け込むため変身を維持し続けている。
力任せと大雑把な性格のせいで、従者でありながら家事は全くの苦手。
人間の姿では作品屈指の巨乳の持ち主であり、当初は本来の従者用メイド服が入らなかった。そのためフレイだけは特別製のメイド服を身にまとっている。
リザ
声 - 倉持若菜
青い肌のブリザードドラゴン。
緊張しやすく、争いを好まぬ性格で、人間に化けて町で入手した本を住処の洞窟で読む引きこもり生活をしていたため、かつての魔族と人間の戦いにも関与していなかった。近年になって住処が人間に見つかって襲撃を受け、ゼンフィス領に傷だらけで逃げ込み墜落したところをハルトに救われ、リザという名を与えられて従者となる。
ハルトのことはフレイの入れ知恵によって、魔王が転生した姿と思い込んでいる。
非常に飲み込みが早く、少し教えただけで家事関係が得意になる。
イリスフィリア
声 - 小清水亜美
王立グランフェルト特級魔法学院に通う平民の少女。ハルトからの通称は「イリス」。ポニーテールの銀髪が特徴。一人称は「僕」で巨乳。最大魔法レベルは35で基本四属性・光闇・混沌属性をそなえる規格外属性（エクストラ）と素質だけは非常に優秀で、学科試験はトップ入学だったのだが、魔法レベルが5で成長が止まっているため実技の成績は非常に悪い。ティア教授が研究する古代魔法を使えば「閉じた」魔法レベルを開放する可能性があると信じて、入学した。
赤ん坊だった頃から前世の記憶があり喋り出したため、産みの親から捨てられ、拾われた先でも同様の経緯を4回繰り返した末に修道院に引き取られた。一般常識に疎く空気が読めない。
学院ではシュナイダルに入学早々因縁をつけられ、ハルトとシュナイダルの決闘の原因を作ってしまう。許しを請うためシュナイダルの元を訪れるが、全裸になることを強要される恥辱を受け、遠隔視聴していたハルトは見かねてシヴァの姿で駆け付けて救い出された。
その正体はギーゼロッテに倒された魔王が転生した姿。転生後も名前を全く変えていないのだが、ハルトの方が魔王の転生後と思い込まれていることと、周囲も本人も常に名前を短縮して「イリス」と呼んでいるため、誰にも気づかれていない。
ライアス・オルテアス
声 - 立花慎之介
ジルク国王とギーゼロッテ王妃の息子。ハルトの実弟にあたるが、ライアス本人はその事実を知らない。
幼少期は生意気かつ傲慢な性格で、ハルトに因縁をつけて模擬戦を仕掛けるも、あっさりと負ける。
王立グランフェルト特級魔法学院に若くして実技の成績トップで特別入学したものの、傲慢さは消えハルトの強さに少しでも近づきたいと友人になろうとする。ハルトからは嫌がられている。
幼少期の体格は少年として相応だったが、学院在籍時はハルトの強さに近づくため体を鍛え、筋肉質な体格になっている。
マリアンヌ・オルテアス
声 - 石見舞菜香
ジルク国王と前王妃の娘。ハルトの母違いの姉にあたるが、マリアンヌ本人はその事実を知らない。
幼少時は暴走する弟のライアスを咎めるも抑えきれていなかったが、ハルトに負けてライアスの傲慢さが収まって以降は姉弟仲は良好。
王立グランフェルト特級魔法学院では生徒会長をしている。ライアスが学院に入学する際に、彼の友人となってくれることを期待してハルトを入学させるように父である国王に頼み込んだ。
ティアリエッタ・ルセイヤンネル
声 - 久野美咲
王立グランフェルト特級魔法学院で、古代魔法を研究している非常に小柄な女性教授。通称「ティア」。基本四属性に加えて闇属性を持つ超多重属性で、学生時代は首席で飛び級を繰り返して若くして自分の研究室を獲得した天才的魔法学者なのだが、研究すれば簡単に成果が出せるであろう属性魔法ではなく研究がほとんど進んでいない古代魔法をテーマにしたため現状の成果はろくに無く、学園内でも関わってはいけない変人教授として有名（本人は「周囲が理解できないだけ」と頑なに認めない）。
入学早々ハルトに試験を課し、魔力測定において水晶玉が粉砕されたことから、ハルトが相当な実力者であることを見抜く。以降は事あるごとに自分の研究室へ誘おうとするが、面倒ごとに巻き込まれるのを拒むハルトからは断られている。
ボルコス
声 - 伊原正明
ティアリエッタの助手の学院講師。かつてはティアの家庭教師をしていた。いろいろ問題行動を起こして実家からも勘当状態になった彼女のお目付け役として現在も傍で仕えている。常識人。
オラトリア・ベルカム
声 - 甲斐田裕子
王立グランフェルト特級魔法学院で、属性学を研究している女性教授。学院内でも主流派に属している。ティアリエッタとは犬猿の仲で対立しているが、学生時代は自分より上だったティアの現在の状況を不甲斐ないとも感じている。
授業中にヴァイス・オウルの新理論と同じ指摘をしたハルトに注目し、自分の研究室に勧誘する。
ジョニー
声 - 神奈延年
フレイが領内の行き場のない魔物たちを集めた「逢魔の庭園（パンデモニウム）」で暮らすナイト・スケルトン軍団のリーダー。元は王妃の部下の召喚士がハルトを攻撃するために召喚したものだが、ハルトの結界で術式を書き換えられ僕となる。中でもリーダーとなるジョニーのみ他のスケルトンとの区別の為か、頭に布を巻いている。
紳士的かつ真面目な性格であり、自分たちスケルトンは食事の必要がないにもかかわらず、多くの魔物を受け入れるために農業等で食糧生産を行っている。
多弁すぎるのが玉に瑕で、喋り出すとマシンガントークが始まり、一人で延々と喋り続けてなかなか止まらない。
ギガン
声 - 森永千才
「逢魔の庭園（パンデモニウム）」で暮らすギガント・ゴーレム。ジョニー同様の経緯でハルトの僕になる。
巨体に見合わず物静かで優しい性格。円卓会議中に寝ている等マイペースな一面もある。
シュナイダル・ハーフェン
声 - 岡本信彦
王立グランフェルト特級魔法学院の副生徒会長。貴族ハーフェン家の次期当主でもある。王国内で国王派と対立する勢力である貴族派に属し、学院内でも強大な権力を誇っている。
横暴な人物で、貴族ハーフェン家の跡取りであることにプライドを持っている。入学間もない下級生のイリスフィリアが上級生の自分へ挨拶をしなかったことに因縁をつけ、ついでに傍にいたハルトCといざこざを起こし、魔法で一方的に攻撃をしてくる。しかし事前にオリジナルのハルトから防御魔法を施されていたため、ハルトCは無傷。その後、さらに魔法で攻撃を仕掛けるが逆にハルトCの魔法銃による銃撃を受け腕を負傷。イリス、ハルト以外の第3者が攻撃を仕掛けてきたと誤認して、一対一なら確実に倒せるはずだと考えハルトに決闘を申し込む。
決闘のことを知ったイリスフィリアが屋敷を訪れ、「責任は自分にある」と取り下げを願い出たため、「裸踊りをしろ」とイリスフィリアに命じセクハラを働く。しかし事件のあらましをコピーから聞いていたハルトが魔法で監視しており、シヴァの姿で現れたハルトによって外そうとしたり魔法を使おうとしたり、傷を治療しようとすると激痛が走る万力結界を傷口に埋め込まれ、事実上決闘が不可能となってしまう。
その後、深夜に暗殺部隊を使ってハルト達を殺そうとするが、屋敷内にいるのはハルトCであり、監視をしていたハルト本体によって失敗。結界の映像投影によって証拠を取られ、シヴァに変身したハルトに逆に襲撃をかけられる。
追い詰められて自棄になったシュナイダルは注射器を自分に刺し、異形の巨人の姿となって暴走するが、ハルトに倒され元の姿に戻る。しかし薬物の影響か、発狂したままどこかへ消えていった。
ギーゼロッテ・オルテアス
声 - 小林ゆう
ジルク国王の妻で、ハルトとライアスの実母。自身が出産したハルトの魔法レベルが低いと民にバレると王家の恥であると考え、早々にハルトを捨てる決断を下す。当初は自分の血を引くライアスを王位に付けそれを操ることで権力を得ようとしていたが、その後ライアスも含めた王族全員を始末して自分自身が新たな女王になろうと暗躍する。
国王率いる魔王討伐隊に所属し、単独で魔王を討ち取った功績で国王と結婚した経歴を持ち、「閃光姫」の異名を持つ。
女王の立場を脅かされるのを恐れて、シャルロッテなど何も知らない幼児にすら手を掛けようとするなど自己中心な性格。
シャルロッテを狙ったことでハルトの怒りを買いシヴァとして襲撃を受け、ハルトの意思で首を落とす攻撃を行う首輪を嵌められる。首輪が奴隷のそれにしか見えないため公の場にも出てこなくなり、王国内では「誤って付けて外れなくなったのでは」などの憶測が飛び交う結果となった。
その後、ライアスとマリアンヌに脅しをかけ、ハルトから「黒の戦士」（シヴァのこと）の情報を聞き出すように命ずる。この時、マリアンヌが首輪に目線を向けただけでマリアンヌの首を締めようとするなどヒステリックになっていた。
ジルク・オルテアス
声 - 森功至
ギーゼロッテの夫で現国王。ハルトとライアスの実父。ハルトの魔法レベルが低いと知り、ギーゼロッテと共謀して産まれてすぐ捨ててしまう。自分自身も若い頃に魔法レベルが最大に達する前に成長が止まって「魔法が閉じた」状態になっており、魔力の高さが重要視されるこの世界では権威が失墜してしまっている。そのため魔力の高さと魔王を倒した実績を背景に国内での影響力を高めたギーゼロッテとの現在の夫婦仲は最悪。
宮廷魔術師
声 - 高橋伸也
国王と王妃に仕える魔術師。ジルクの命でハルトの魔法レベルを水晶で調べるが、水晶は二桁しか表示しなかったため02=2しかないと判断。しかしハルトの実際のレベルは1002と強力なものであり、この勘違いが恐ろしい魔力を持った赤子を野に放つという大失態に繋がってしまう。
ゴルド・ゼンフィス
声 - 加藤将之
ナタリアの夫で、ハルトの義父。国王派であるが、魔法レベルが低いだけで自分の子を捨てる国王と王妃の決断に腹を立てる。そこで表向きは捨てられたハルトが魔物に襲われて死亡したことにして、実際は自身が養子として育てることにした。またフレイに給仕として仕えるようにさせ、ゼンフィス家の一員として迎え入れる。
ハルトが高い実力を有していることは把握しており、シヴァとの関係も察してはいるのだが、本人が正体を隠そうと振舞っているため、それに付き合って知らないふりをしている。
ナタリア・ゼンフィス
声 - 後藤邑子
ゴルドの妻で、ハルトの義母。養子としてやってきたハルトを優しく迎え入れ、育児に励む。当初は実の子シャルロッテとハルトに距離があることを気にしていたが、兄妹間が改善され仲良くなったことを喜んでいる。
女神
声 - 桜井春名
ニートであったハルトを異世界転生へと引き込んだ張本人。その世界では過去に3桁以上の魔法レベルを持つ者がいなかったにもかかわらず破格の魔法レベル1002を与えた上に魔法属性を付与するのを忘れていたため、転生して早々にハルトが親から捨てられる原因を作ってしまう。そのあまりのいい加減さは同僚の女神（声 - 虎渡瑞季）からも呆れられていた。

## 既刊一覧

### 小説
- 澄守彩（著）・高橋愛（イラスト） 『実は俺、最強でした？』 講談社〈Kラノベブックス〉、既刊6巻（2023年7月1日現在）
  1. 2019年5月31日発売[3]、ISBN 978-4-06-516173-9
  2. 2019年10月3日発売[15]、ISBN 978-4-06-517915-4
  3. 2020年6月2日発売[16]、ISBN 978-4-06-519786-8
  4. 2021年1月4日発売[17]、ISBN 978-4-06-521534-0
  5. 2021年10月1日発売[18]、ISBN 978-4-06-525146-1
  6. 2023年7月1日発売[19]、ISBN 978-4-06-532784-5

### 漫画
『水曜日のシリウス』でお気に入り10万突破記念の読者応募企画として行われた「シャルとフレイに着てほしい服アイデア募集」でセーラー服姿の2人と共にエビフライの着ぐるみ姿のシャルが採用（単行本1巻末収録）。2巻の発売時には「「エビフライ」に代わるかわいい着ぐるみ」が募集され、天むす・ちくわの着ぐるみを着たシャルとフレイのイラストが掲載。テレビアニメのエンディング映像では、本編には登場しないこれらの着ぐるみを着た3頭身のシャル、フレイ、リズが登場している。
- 澄守彩（原作）・高橋愛（漫画） 『実は俺、最強でした？』 講談社〈シリウスKC〉、既刊16巻（2025年6月9日現在）
  1. 2019年10月9日初版発行（同日発売[1][20]）、ISBN 978-4-06-517259-9
  2. 2020年3月9日初版発行（同日発売[21]）、ISBN 978-4-06-518762-3
  3. 2020年8月6日初版発行（同日発売[22]）、ISBN 978-4-06-520611-9
  4. 2020年12月9日初版発行（同日発売[23]）、ISBN 978-4-06-521575-3
  5. 2021年5月7日初版発行（同日発売[24]）、ISBN 978-4-06-523084-8
  6. 2021年11月9日初版発行（同日発売[25]）、ISBN 978-4-06-525739-5
  7. 2022年9月8日初版発行（同日発売[26]）、ISBN 978-4-06-528882-5
  8. 2023年2月9日初版発行（同日発売[27]）、ISBN 978-4-06-530762-5
  9. 2023年6月8日初版発行（同日発売[28]）、ISBN 978-4-06-531970-3
  10. 2023年8月8日初版発行（同日発売[29]）、ISBN 978-4-06-532469-1
  11. 2023年12月7日初版発行（同日発売[30]）、ISBN 978-4-06-533871-1
  12. 2024年4月9日初版発行（同日発売[31]）、ISBN 978-4-06-535097-3
  13. 2024年7月9日発売[32]、ISBN 978-4-06-535996-9
  14. 2024年11月8日発売[33]、ISBN 978-4-06-537405-4
  15. 2025年2月7日発売[34]、ISBN 978-4-06-538356-8
  16. 2025年6月9日発売[35]、ISBN 978-4-06-539693-3

## テレビアニメ
2022年9月にテレビアニメ化が発表され、年7月から10月まで朝日放送テレビ・テレビ朝日系列の『ANiMAZiNG!!!』枠ほかにて放送された。

### スタッフ
- 原作 - 澄守彩[7]
- 監督 - 直谷たかし[7]
- 副監督 - 浅見松雄[7]
- シリーズ構成 - 髙橋龍也[7]
- 脚本 - 髙橋龍也、山田哲弥[7]
- キャラクターデザイン - 安田祥子[7]
- 総作画監督 - 安田祥子、小林利充、小美戸幸代[13]
- サブキャラクターデザイン・プロップデザイン - 扇多恵子[13]
- 美術監督 - 松宮正純[13]
- 美術設定 - 飯島由樹子[13]
- CGディレクター - 池田裕行
- 色彩設計 - 宮澤利江[13]
- 撮影監督 - 工藤竜馬、兪飛[13]
- 編集 - 榎田美咲[13]
- 音響監督 - 平光琢也[13]
- 音響効果 - 白石唯果[13]
- 音響制作 - ダックスプロダクション[13]
- 音楽 - 橋本由香利[13]
- 音楽制作 - エイベックス・ピクチャーズ
- プロデューサー - 大胡寛二、塩谷佳之、吉田佳弘、黒須信彦、吉田健人
- アニメーションプロデューサー - 植田慎也
- アニメーション制作 - Staple Entertainment[7]
- 製作 - 「実は俺」製作委員会[7]

### 主題歌
「リセット ライフ？」
Lezelによるオープニングテーマ。作詞はLezel、作曲・編曲は夏目縋。
「ひみCHU★プリラブマジック」
Star★Shiμʼne!!!によるエンディングテーマ。作詞はKano Suenaga、作曲・編曲は岩橋星実（Elements Garden）。

### 各話リスト
| 話数   | サブタイトル             | 脚本     | 絵コンテ   | 演出     | 作画監督                                     | 総作画監督        | 初放送日      |
| ------ | ------------------------ | -------- | ---------- | -------- | -------------------------------------------- | ----------------- | ------------- |
| 第1話  | 転生したらどん底スタート | 髙橋龍也 | 直谷たかし | 浅見松雄 | 青野厚司 森悦史                              | 小林利充 安田祥子 | 2023年 7月2日 |
| 第2話  | シャルに嫌われてます     | 髙橋龍也 | 西田正義   | 浅見松雄 | 扇多恵子 吉岡勝                              | 安田祥子          | 7月9日        |
| 第3話  | シャルに懐かれました     | 山田哲弥 | 西田正義   | 中村良   | 大塚八愛 南伸一郎 菊池一真 鎌田均            | 小美戸幸代        | 7月16日       |
| 第4話  | 俺・キレる               | 山田哲弥 | 直谷たかし | 浅見松雄 | 森悦史 青野厚司 飯飼一幸                     | 安田祥子          | 7月30日       |
| 第5話  | 世界最強                 | 髙橋龍也 | 西田正義   | 浅見松雄 | 扇多恵子 吉岡勝 鎌田均 岡田雅人              | 小林利充          | 8月6日        |
| 第6話  | 従者を探さないと…！      | 山田哲弥 | 祝浩司     | 中村良   | 立石聖 池田佳織                              | 立石聖 中曽根詩織 | 8月20日       |
| 第7話  | 円卓会議                 | 髙橋龍也 | 西田正義   | 浅見松雄 | 南伸一郎 森悦史 大塚八愛 池田佳織            | 小美戸幸代        | 8月27日       |
| 第8話  | 新たな出会い             | 山田哲弥 | 直谷たかし | 浅見松雄 | 青野厚司 飯飼一幸 岡田雅人 菊池一真          | 安田祥子          | 9月3日        |
| 第9話  | 入学式のすったもんだ     | 髙橋龍也 | 祝浩司     | 中村良   | 櫻井拓郎 扇多恵子 吉岡勝 内野明雄            | 扇多恵子          | 9月10日       |
| 第10話 | 魔王の名は               | 山田哲弥 | 山崎千絵   | 山崎千絵 | 中曽根詩織 森悦史 山崎千絵 齊藤香織 飯飼一幸 | 小林利充          | 9月17日       |
| 第11話 | いろんな人に絡まれました | 髙橋龍也 | 西田正義   | 浅見松雄 | 大塚八愛 菊池一真 飯飼一幸 池田佳織 岡田雅人 | 小美戸幸代        | 9月24日       |
| 第12話 | 悪くない夜               | 髙橋龍也 | 直谷たかし | 中村良   | 吉岡勝 青野厚司 櫻井拓郎 内野明雄 森悦史     | 安田祥子          | 10月1日       |

### 放送局
| 放送期間               | 放送時間                     | 放送局                                              | 対象地域・備考                       |
| ---------------------- | ---------------------------- | --------------------------------------------------- | ------------------------------------ |
| 2023年7月2日 - 10月1日 | 日曜 2:00 - 2:30（土曜深夜） | 朝日放送テレビ（幹事局）および テレビ朝日系列全24局 | 日本国内 『ANiMAZiNG!!!』枠          |
| 2023年7月5日 - 10月4日 | 水曜 20:30 - 21:00           | AT-X                                                | CS放送 / 字幕放送 / リピート放送あり |

| 配信開始日   | 配信時間                   | 配信サイト |
| ------------ | -------------------------- | --- |
| 2023年7月2日 | 日曜 2:30（土曜深夜） 更新 | dアニメストア U-NEXT アニメ放題 DMM TV |
| 2023年7月5日 | 火曜 2:30（月曜深夜） 更新 | アニメタイムズ |
| 2023年7月7日 | 金曜 12:00 更新            | Lemino |
| 2023年7月8日 | 土曜 0:00（金曜深夜） 更新 | J:COMオンデマンド / メガパック TELASA milplus auスマートパスプレミアム Hulu FOD バンダイチャンネル ABEMA ニコニコチャンネル クランクイン！ビデオ ムービーフルplus（携帯専用） ムービーフル（携帯専用） OnGenムービー（携帯専用） TVer |
|              | 土曜 12:00 更新            | HAPPY!動画（携帯専用） |

### BD
| 巻 | 発売日         | 収録話         | 規格品番     |
| -- | -------------- | -------------- | ------------ |
| 上 | 2023年9月29日  | 第1話 - 第6話  | EYXA-14170/B |
| 下 | 2023年10月27日 | 第7話 - 第12話 | EYXA-14171/B |

| 朝日放送テレビ・テレビ朝日系列 ANiMAZiNG!!! | 朝日放送テレビ・テレビ朝日系列 ANiMAZiNG!!! | 朝日放送テレビ・テレビ朝日系列 ANiMAZiNG!!! |
| 前番組                                      | 番組名                                      | 次番組                                      |
| ------------------------------------------- | ------------------------------------------- | ------------------------------------------- |
| 異世界召喚は二度目です                      | 実は俺、最強でした？                        | ポーション頼みで生き延びます!               |